# Stara Gradiška
Stara Gradiška (deutsch Altgradisch) ist ein Ort in der Gespanschaft Brod-Posavina in Kroatien und Sitz der gleichnamigen Gemeinde.

## Geographie
Stara Gradiška liegt am linken Ufer der Save gegenüber von Gradiška. Die Gemeinde hat eine Fläche von 78 km² und ist mit Ausnahme des Hauptortes ländlich geprägt.

## Geschichte
Die Stadt Gradiška entstand 13. Jahrhundert am Save-Übergang und trug zunächst den Namen Gradiški Brod. Nach der Gründung von Nova Gradiška 1748 erhielt der nördlich der Save gelegene österreichische (kroatische) Teil der alten Stadt zur Unterscheidung den Namen Stara Gradiška.
Im Zweiten Weltkrieg befand sich im Ort das Außenlager Stara Gradiška des KZ Jasenovac.

## Bevölkerung
Zur Gemeinde gehören sieben Orte: Donji Varoš, Gornji Varoš, Gredani, Novi Varoš, Pivare, Stara Gradiška und Uskoci.
Bei der Volkszählung im Jahre 2011 hatte die Gemeinde 1363 Einwohner, von denen 327 im Hauptort lebten.